# ماوريسيو سوليس
ماوريسيو رودريغو سوليس مورا (بالإسبانية: Mauricio Rodrigo Solís Mora)‏ (مواليد 13 ديسمبر 1972 في إيريذيا، كوستاريكا) هو لاعب كرة قدم كوستاريكي دولي سابق كان يلعب في مركزي المدافع ولاعب الوسط. اعتزل اللعب عام 2011 مع أوروغواي دي كورونادو. سبق له أن لعب في كأس العالم لكرة القدم مع منتخب بلاده. بدأ مسيرته الرياضية عام 1990 مع هيريديانو. يعد من أفضل اللاعبين في كوستاريكا في العقد الماضي.

## المنتخبات الوطنية
كان أول ظهور له مع كوستاريكا في مباراة ودية أقيمت في سبتمبر 1993 ضد السعودية وخاض ما مجموعه 110 مباريات دولية، مسجلاً 6 أهداف.

## روابط خارجية
- ماوريسيو سوليس على موقع الاتحاد الدولي (مؤرشف)  (الإنجليزية)
- ماوريسيو سوليس على موقع الدوري الأمريكي (الإنجليزية)
- ماوريسيو سوليس على موقع قاعدة بيانات كرة القدم.إي يو (الإنجليزية)
- ماوريسيو سوليس على موقع ناشيونال فوتبول تيمز (الإنجليزية)
- ماوريسيو سوليس على موقع Soccerway.com (الإنجليزية)
- ماوريسيو سوليس على موقع عالم كرة القدم.نت (الإنجليزية)